# Wilhelm Rautenstrauch (Kaufmann, 1838)
Karl Wilhelm Rautenstrauch (* 30. Juli 1838 in Trier; † 3. Januar 1896 auf dem Karthäuserhof) war ein deutscher Kaufmann und Politiker.

## Leben
Rautenstrauch war der Sohn des Häutehändlers Wilhelm Rautenstrauch (* 17. Juni 1791 in Straßburg; † 20. Dezember 1858 in Trier) und dessen Ehefrau Valentine Susanne Leonardy (* 22. Juni 1802 in Trier; † 29. März 1848 ebenda). Er war katholisch und heiratete am 24. April 1876 in Köln Kathinka Franziska Mülhens (* 17. Mai 1841 in Köln; † 28. April 1932 in Trier), der Tochter eines Bankiers. Er war Schwager von Martin Josef Jungen.
Rautenstrauch lebte als Gutsbesitzer auf dem Karthäuserhof und wurde mit dem Titel eines Landesökonomierates ausgezeichnet. Von 1872 bis 2/1888 war er Abgeordneter im Provinziallandtag der Rheinprovinz für den Stand der Landgemeinden im Wahlkreis Land- und Stadtkreis Trier.